# BRIT Awards/British Group
Der BRIT Award for British Group wurde bereits bei der Einführung der BPI Awards 1977 von der British Phonographic Industry (BPI) verliehen. Es handelt sich um einen Preis, der an Gruppen aus dem Vereinigten Königreich verliehen wird.
Die Gewinner und Nominierten werden von einem Komitee bestehend aus über eintausend Mitgliedern gewählt. Das Wahlkomitee besteht aus verschiedenen Mitarbeitern von Plattenfirmen und Musikzeitschriften, Manager und Agenten, Angehörigen der Medien sowie vergangene Gewinner und Nominierte.
Am häufigsten gewannen Coldplay mit vier Awards, gefolgt von Arctic Monkeys, die den Award drei Mal gewinnen konnten. Am Häufigsten nominiert waren ebenfalls Coldplay mit zehn Nominierungen. 

## Übersicht
| Jahr | Gewinner               | Nominierte                                                                         |
| ---- | ---------------------- | ---------------------------------------------------------------------------------- |
| 1977 | The Beatles            | - Pink Floyd - The Rolling Stones - The Who                                        |
| 1982 | The Police             | - Adam and the Ants - Madness                                                      |
| 1983 | Dire Straits           | - ABC - Yazoo                                                                      |
| 1984 | Culture Club           | - Eurythmics - Madness - The Police - UB40                                         |
| 1985 | Wham!                  | - Bronski Beat - Frankie Goes to Hollywood - Queen - U2                            |
| 1986 | Dire Straits           | - Eurythmics - Simple Minds - Tears for Fears - U2                                 |
| 1987 | Five Star              | - Dire Straits - Eurythmics - Pet Shop Boys - Simply Red                           |
| 1988 | Pet Shop Boys          | - Bee Gees - Def Leppard - Level 42 - Whitesnake                                   |
| 1989 | Erasure                | - The Christians - Def Leppard - Pet Shop Boys - Wet Wet Wet                       |
| 1990 | Fine Young Cannibals   | - Erasure - Eurythmics - Simply Red - Soul II Soul - Tears for Fears               |
| 1991 | The Cure               | - The Beautiful South - Happy Mondays - Soul II Soul - Talk Talk - The Stone Roses |
| 1992 | The KLF and Simply Red | - Dire Straits - James - Pet Shop Boys - Queen                                     |
| 1993 | Simply Red             | - The Cure - Erasure - Right Said Fred - Shakespears Sister                        |
| 1994 | Stereo MCs             | - Jamiroquai - M People - Suede - Take That                                        |
| 1995 | Blur                   | - Eternal - M People - Oasis - Pink Floyd                                          |
| 1996 | Oasis                  | - Blur - The Lightning Seeds - Pulp - Radiohead                                    |
| 1997 | Manic Street Preachers | - Kula Shaker - The Lightning Seeds - Ocean Colour Scene - Spice Girls             |
| 1998 | The Verve              | - Oasis - The Prodigy - Radiohead - Texas                                          |
| 1999 | Manic Street Preachers | - The Beautiful South - Catatonia - Gomez - Massive Attack                         |
| 2000 | Travis                 | - Blur - Gomez - Stereophonics - Texas                                             |
| 2001 | Coldplay               | - All Saints - Moloko - Radiohead - Toploader                                      |
| 2002 | Travis                 | - Gorillaz - Jamiroquai - Radiohead - Stereophonics                                |
| 2003 | Coldplay               | - Blue - Doves - Oasis - Sugababes                                                 |
| 2004 | The Darkness           | - Busted - The Coral - Radiohead - Sugababes                                       |
| 2005 | Franz Ferdinand        | - Kasabian - Keane - Muse - Snow Patrol                                            |
| 2006 | Kaiser Chiefs          | - Coldplay - Franz Ferdinand - Gorillaz - Hard-Fi                                  |
| 2007 | Arctic Monkeys         | - Kasabian - Muse - Razorlight - Snow Patrol                                       |
| 2008 | Arctic Monkeys         | - Editors - Girls Aloud - Kaiser Chiefs - Take That                                |
| 2009 | Elbow                  | - Coldplay - Girls Aloud - Radiohead - Take That                                   |
| 2010 | Kasabian               | - Doves - Friendly Fires - JLS - Muse                                              |
| 2011 | Take That              | - Biffy Clyro - Gorillaz - Mumford & Sons - The xx                                 |
| 2012 | Coldplay               | - Arctic Monkeys - Chase & Status - Elbow - Kasabian                               |
| 2013 | Mumford & Sons         | - alt-J - Muse - One Direction - The xx                                            |
| 2014 | Arctic Monkeys         | - Bastille - Disclosure - One Direction - Rudimental                               |
| 2015 | Royal Blood            | - alt-J - Clean Bandit - Coldplay - One Direction                                  |
| 2016 | Coldplay               | - Blur - Foals - One Direction - Years & Years                                     |
| 2017 | The 1975               | - Bastille - Biffy Clyro - Little Mix - Radiohead                                  |
| 2018 | Gorillaz               | - London Grammar - Royal Blood - Wolf Alice - The xx                               |
| 2019 | The 1975               | - Arctic Monkeys - Gorillaz - Little Mix - Years & Years                           |
| 2020 | Foals                  | - Bastille - Bring Me the Horizon - Coldplay - D-Block Europe                      |
| 2021 | Little Mix             | - Bicep - Biffy Clyro - The 1975 - Young T & Bugsey                                |
| 2022 | Wolf Alice             | - Coldplay - D-Block Europe - Little Mix - London Grammar                          |
| 2023 | Wet Leg                | - The 1975 - Arctic Monkeys - Bad Boy Chiller Crew - Nova Twins                    |
| 2024 | Jungle                 | - Blur - Chase & Status - Headie One & K-Trap - Young Fathers                      |
| 2025 | Ezra Collective        | - Bring Me the Horizon - Coldplay - The Cure - The Last Dinner Party               |

## Statistik
Stand: 2025
| Nominations | Artist                 |
| ----------- | ---------------------- |
| 1ß          | Coldplay               |
| 7           | Radiohead              |
| 6           | Arctic Monkeys         |
| 5           | Blur                   |
| 5           | Gorillaz               |
| 4           | The 1975               |
| 4           | Dire Straits           |
| 4           | Eurythmics             |
| 4           | Kasabian               |
| 4           | Muse                   |
| 4           | Oasis                  |
| 4           | One Direction          |
| 4           | Pet Shop Boys          |
| 4           | Simply Red             |
| 4           | Take That              |
| 4           | Little Mix             |
| 3           | Bastille               |
| 3           | Erasure                |
| 3           | The Cure               |
| 3           | The xx                 |
| 2           | alt-J                  |
| 2           | The Beautiful South    |
| 2           | Biffy Clyro            |
| 2           | Bring Me the Horizon   |
| 2           | Chase & Status         |
| 2           | Def Leppard            |
| 2           | Doves                  |
| 2           | Elbow                  |
| 2           | Franz Ferdinand        |
| 2           | Girls Aloud            |
| 2           | Gomez                  |
| 2           | Jamiroquai             |
| 2           | Kaiser Chiefs          |
| 2           | The Lightning Seeds    |
| 2           | Madness                |
| 2           | Manic Street Preachers |
| 2           | M People               |
| 2           | Mumford & Sons         |
| 2           | Pink Floyd             |
| 2           | The Police             |
| 2           | Queen                  |
| 2           | Royal Blood            |
| 2           | Snow Patrol            |
| 2           | Soul II Soul           |
| 2           | Stereophonics          |
| 2           | Sugababes              |
| 2           | Tears for Fears        |
| 2           | Texas                  |
| 2           | Travis                 |
| 2           | U2                     |
| 2           | Wolf Alice             |
| 2           | Years & Years          |

| Awards | Artist                 |
| ------ | ---------------------- |
| 4      | Coldplay               |
| 3      | Arctic Monkeys         |
| 2      | The 1975               |
| 2      | Dire Straits           |
| 2      | Manic Street Preachers |
| 2      | Simply Red             |
| 2      | Travis                 |